# Islote Aguilón del Norte
Islote Aguilón del Norte är en ö i Argentina.   Den ligger i provinsen Chubut, i den södra delen av landet, 1 300 km sydväst om huvudstaden Buenos Aires. Arean är 0,17 kvadratkilometer.
Terrängen på Islote Aguilón del Norte är mycket platt.